# Jæren (nationale toeristenweg)

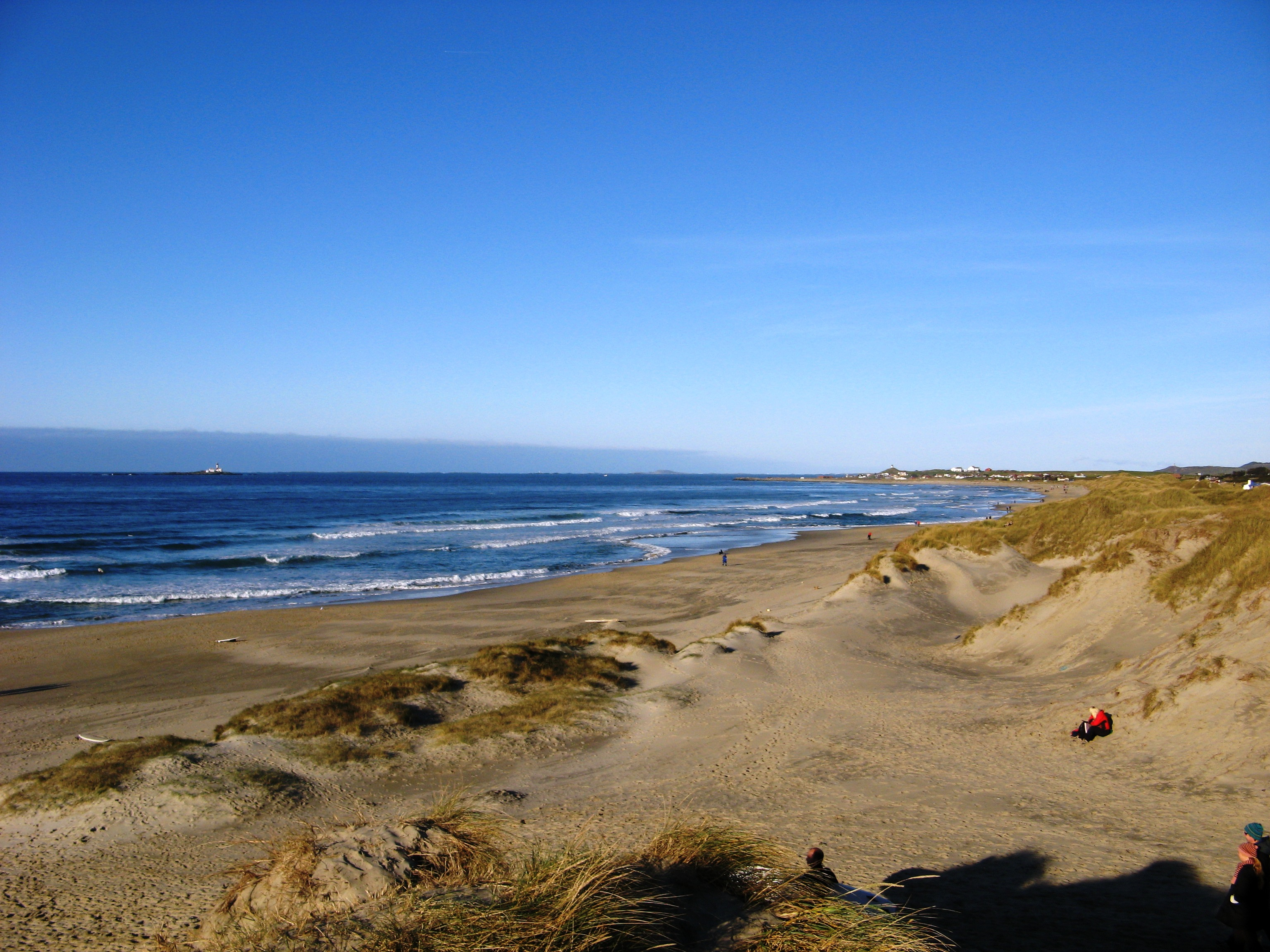
Borestranda

Jæren is een nationale toeristenweg in Noorwegen. De bewegwijzerde route door Jæren is 130 kilometer lang en loopt van Bore tot Flekkefjord. Stopplaatsen zijn onder andere Borestranda en Orrestranda.